# Гезер Баун
Гезер Баун  (англ. Heather Bown, нар. 29 листопада 1978, Йорба-Лінда) — американська волейболістка, центральна блокуюча. Олімпійська медалістка.

## Виступи на Олімпіадах
| Олімпіада   | Дисципліна | Місце |
| ----------- | ---------- | ----- |
| Сідней 2000 | волейбол   | 4     |
| Афіни 2004  | волейбол   | 5     |
| Пекін 2008  | волейбол   | 2     |